# 帝國車輛工業

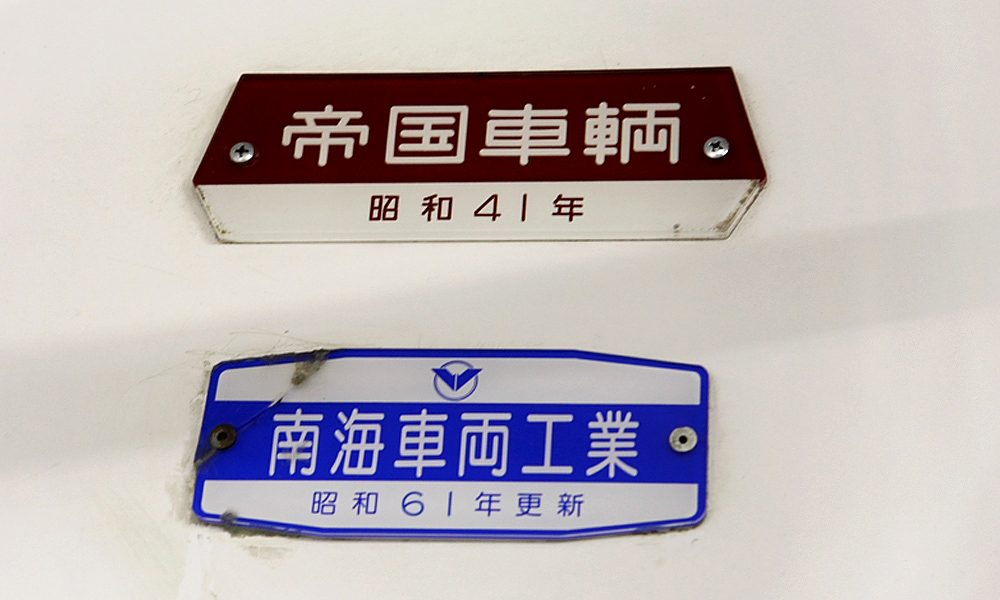
車内銘板の一例
南海7000系電車
この一つ前のデザインは水色と黄色のカラフルなものであった。

帝國車輛工業株式会社（ていこくしゃりょうこうぎょう）は、かつて大阪府堺市に本社を構えた鉄道車両メーカー。「帝国車輌（略称:帝車）」と呼ばれた。

## 概要
1890年（明治23年）頃（創業年については諸説あり）、堺市で冶金業を営んでいた梅鉢安太郎が大鳥郡向井村（現・堺市堺区）に個人工場として梅鉢鐵工所（うめばちてっこうしょ）を創業した。当初は主に地方都市の路面電車や客車、鉄道関連機器を中心に製作した。1908年（明治41年）には国産初となるダイヤモンドクロッシング分岐器を生産した。1909年（明治42年）にポイントクロッシング、1914年（大正3年）にインターロッキングの指定工場となる。
その後は大都市の路面電車なども手がけ、1921年（大正10年）に鉄道省客車指定工場となるなど発展の道を歩んでいった梅鉢は当時の日本の統治地域、すなわち台湾や朝鮮、関東州や南満州鉄道（満鉄）営業地域などでの鉄道車両の需要が高くなってきたことから、本格的に鉄道車両製造に参入。1936年（昭和11年）に株式会社化と同時に梅鉢車輛株式會社（うめばちしゃりょう）に改称するが、1939年（昭和14年）に京成電気軌道（現・京成電鉄）の傘下に入る。1940年（昭和15年）には泉北郡鳳町（現・堺市西区）に開設された鳳工場へ移転し、1941年（昭和16年）に帝國車輛工業株式會社に改称した。第二次世界大戦後の1946年（昭和21年）、京成電鉄の傘下を離れた。
戦後は国鉄キハ20系グループや南海電気鉄道11001系などを製造したが、1968年（昭和43年）に東急車輛製造と合併した。
なお、鳳工場改め東急車輛製造大阪製作所は、鉄道車両製造部門を横浜製作所（現・総合車両製作所横浜事業所）に移管したため特殊自動車や鉄道関連機器の製造のみに携わったが、2003年（平成15年）に廃止され、和歌山製作所に移転した。跡地は政府の緊急都市基盤整備地域に指定され、「アリオ鳳」（イトーヨーカ堂を核とするショッピングセンター）がオープンした他、高層マンションをはじめとする住宅や南花田鳳西町線（道路）が整備された。一方、和歌山製作所は東急車輛製造が事業を分割譲渡した際に鉄道車両事業を継承した新東急車輛改め総合車両製作所（JR東日本に売却）が譲受して和歌山事業所に改名され、コンテナや分岐器などの鉄道関連機器を専ら製造している。

## 工場
初代　
- 本社・西工場（大阪府堺市堺区七道東町）：鍛冶場、ポイント工場、機械職場、旋盤職場など
- 東工場（大阪府堺市堺区砂道町）：製材職場、鋳物場、建具職場、塗装職場、車両組立場 など

東西両工場間とそれぞれの職場間を線路でつなぎ、車両組立場横の東門からは、南海高野線浅香山駅まで専用線が伸びていた。また、西工場と東工場の間を阪堺線が通っていたため、工場内専用線と阪堺線との平面交差が存在していた。
- 鳳工場（大阪府堺市西区鳳南町）

## 鉄道車両
戦前は主に路面電車や客車、気動車、それに鉄道関連機器を製作し、後には高速電車を多数製作した。路面電車においては、最初期の製品として京都電気鉄道向けが著名であり、1911年（明治44年）に製造された車両は後に移籍して京都市交通局二号電車となり、引退後は平安神宮が創建年が京都電気鉄道の路面電車開業と同じ1895年（明治28年）であった縁から引き取って静態保存しており、2020年（令和2年）に国の重要文化財に指定された。博物館明治村にて動態保存されているN電（1,2）も1911年（明治44年）の梅鉢製である（京都電気軌道創業当時の車両ではない）。
また、気動車においては南越鉄道、赤穂鉄道、西大寺鉄道、井笠鉄道、熊延鉄道など、西日本の中小鉄道を主体に堅牢な車体を備えた車両を供給した。特に南越鉄道ガ1は日本国内における1067mm軌間最初のものであり、また日本最初の両運転台式ガソリン動車でもあった。また、これらは寿命の長い車両が多く、機関換装などの改造は実施されたものの、その最後の現役車両となった井笠鉄道ホジ7〜9は、実に1971年（昭和46年）の同社線全廃まで在籍した。
高速電車では後発であったが、南海鉄道山手線クタ7000など、鉄道省客車指定工場としての経験を生かして当時の水準以上の車両製作に携わっており、その流れで戦後製作した国鉄80系電車は、他社製と見比べると一目でわかるほどの抜群の車体の仕上がりの良さ。とりわけ外板歪みの少ない鋼製車体を激賞された。
このため国鉄からも複数形式の車両を製造する際、特に美観に優れることの望ましい優等車製作に抜擢されることがしばしばあった。
戦後は国鉄の気動車や電車、大手私鉄では南海電気鉄道、帝都高速度交通営団（営団地下鉄、現・東京地下鉄）、京成電鉄の電車、それに近隣のナニワ工機（現・アルナ車両）と分担して共通設計で中小私鉄・路面電車向け車両などを製造した。なお、帝国車輌時代からの取引の名残で、南海、そして後年分離した子会社の阪堺電気軌道の車両は吸収合併後も東急車輛製造で製造されていた。ただし、合併前にも南海6000系電車などが東急車輛製造で製造されている。1946年に資本関係がなくなった後も京成との関係は深く、1968年の東急車輛製造への吸収まで、1600形の新製車除く京成電鉄の各形式の約半数を製造した。また、当社が製造した西武鉄道向け車両の艤装を京成の車両工場技術者が西武の工場まで出張して行なう事もあったという（京成向け車両の艤装は京成の工場で行なっていた）。吸収合併後も、東急車輛・総合車両が京成の新製車の約半数を製造している。
車内銘板プレートは3つのデザインがあり、特にスカイブルーを基調とした2代目銘板は3パターンもある。

### 蒸気機関車
梅鉢で作られた機関車は数が少ないが、信越化学工業直江津工場に「昭和十八年 梅鉢鉄工所」なる銘版をつけた蒸気機関車がいた（1966年DL化により廃車解体）。1943（昭和18）年当時、既に梅鉢はなく、同好者からは「お化け」といわれていた。臼井茂信によると梅鉢安太郎は息子に分工場を持たせており、それらが1945年（昭和20年）まで梅鉢として残っており、蒸気機関車を製作したのだという。

### 戦前の製造実績
| 年度 | 客車 | 電車 | 貨車 | 内燃動車 |
| ---- | ---- | ---- | ---- | -------- |
| 1904 | 8    |      | 4    |          |
| 1919 | 88   | 88   | 263  |          |
| 1920 | 199  | 199  | 64   |          |
| 1921 | 196  | 196  | 35   |          |
| 1922 | 125  | 125  | 46   |          |
| 1923 | 145  | 145  | 45   |          |
| 1925 | 25   | 25   |      |          |
| 1930 | 12   | 12   | 23   | 7        |
| 1931 | 8    |      | 10   | 9        |
| 1932 | 8    |      |      | 2        |
| 1933 | 4    | 12   |      |          |
| 1934 | 10   | 12   |      |          |
| 1935 | 19   | 2    | 170  |          |
| 1936 | 20   | 29   | 187  |          |

- 1935年貨車のうち50両は満鉄・満州国向け
- 1936年貨車のうち30両は満鉄・満州国向け
- 沢井実『日本鉄道車輌工業史』（日本経済評論社、1998年）37、96-97、140-142、180-181頁

### 戦後製造された主な車両
- 日本国有鉄道
  - 国鉄70系電車
  - 国鉄72系電車
  - 国鉄80系電車
  - 国鉄103系電車
  - 国鉄113系電車
  - 国鉄423系電車
  - 国鉄165系電車
  - 国鉄キハ10系気動車
  - 国鉄キハ20系気動車
  - 国鉄キハ35系気動車（キハ35形のみ）
  - 国鉄キハ45系気動車（キハ45形のみ）
  - 国鉄キハ55系気動車
  - 国鉄キハ58系気動車
  - 国鉄キハ60系気動車
  - 国鉄キハ80系気動車
- 南海電気鉄道
  - 南海11001系電車
  - 南海21200系電車
  - 南海21000系電車
  - 南海1521系電車
  - 南海20000系電車
  - 南海7000系電車
  - 南海5501系気動車
- 阪堺電気軌道[注 19]
  - 阪堺電気軌道501形電車
  - 阪堺電気軌道351形電車
- 帝都高速度交通営団
  - 営団500形電車
  - 営団1700形電車
  - 営団1800形電車
  - 営団1900形電車
  - 営団2000形電車
  - 営団5000系電車
- 京成電鉄
  - 京成600形電車
  - 京成2100形電車
  - 京成700形電車
  - 京成750形電車
  - 京成1600形電車(アルミ車体更新車)
  - 京成3000形電車 (初代)
  - 京成3050形電車 (初代)
  - 京成3100形電車 (初代)
  - 京成3150形電車
  - 京成3200形電車
  - 京成3300形電車（1次車のみ）
- 名古屋鉄道
  - 名鉄モ570形電車[注 20]
- 京阪電気鉄道
  - 京阪1700系電車[注 21]
- 東京都交通局
  - 東京都交通局6000形電車
- 大阪市交通局
  - 大阪市交通局1100形電車
  - 大阪市交通局5000形電車
  - 大阪市交通局2001形電車
  - 大阪市交通局2101形電車
  - 大阪市交通局2201形電車
  - 大阪市交通局3001形電車
- 京都市交通局
  - 京都市交通局800形電車
- 鹿児島市交通局
  - 鹿児島市交通局600形電車[注 22]
- 伊予鉄道
  - 伊予鉄道モハ50形電車[注 23]
- 土佐電気鉄道
  - 土佐電気鉄道200形電車[注 24]
- 下津井電鉄
  - クハ23[注 25]
- 三重交通
  - サ360形[注 26]
- 西日本鉄道
  - 西鉄北九州線1000形電車[注 27]
- 台湾鉄路管理局
  - 35SP32550形客車
- ニカラグア国鉄
  - 18 m級3両編成ユニット気動車1編成[注 28]